# DFB-Pokal 1958-1959
La DFB-Pokal 1959 fu la 16ª edizione della competizione. In finale lo Schwarz-Weiss Essen sconfisse il Borussia Neunkirchen 5–2.

## Qualificazioni
| Squadra 1      | Risultato | Squadra 2          |
| -------------- | --------- | ------------------ |
| 16.08.1959     |           |                    |
| Hertha Berlino | 3 - 6     | Schwarz-Weiß Essen |

## Semifinali
| Squadra 1            | Risultato   | Squadra 2          |
| -------------------- | ----------- | ------------------ |
| 03.10.1959           |             |                    |
| Borussia Neunkirchen | 2 - 1       | VfR Mannheim       |
| 12.12.1959           |             |                    |
| Amburgo              | 1 - 2 (dts) | Schwarz-Weiß Essen |

## Finale
| Squadra 1          | Risultato | Squadra 2            |
| ------------------ | --------- | -------------------- |
| 27.12.1959         |           |                      |
| Schwarz-Weiß Essen | 5 - 2     | Borussia Neunkirchen |

| Arbitro: | Gerhard Schulenburg (Amburgo) |

|                                                       |           |                            |
| Rummel 25’, 50’ Klöckner 66’ Trimhold 70’ Schieth 80’ | Marcatori | 86’ Emser 87’ Dörrenbacher |

| ETB SCHWARZ-WEISS ESSEN: |   |                  |
|                          |   |                  |
| GK                       | 1 | Hermann Merchel  |
| DF                       |   | Karl-Heinz Mozin |
| DF                       |   | Gert Pips        |
| MF                       |   | Heinz Steinmann  |
| MF                       |   | Ede Kasperski    |
| MF                       |   | Heinz Ingenbold  |
| FW                       |   | Hubert Schieth   |
| FW                       |   | Hans Küppers     |
| FW                       |   | Horst Trimhold   |
| FW                       |   | Manfred Rummel   |
| FW                       |   | Theo Klöckner    |
| Allenatore:              |   |                  |
| Hans Wendlandt           |   |                  |

| VFB BORUSSIA NEUNKIRCHEN: |   |                   |
|                           |   |                   |
| GK                        | 1 | Jirasek           |
| DF                        |   | Frisch            |
| DF                        |   | Schreier          |
| MF                        |   | Dieter Harig      |
| MF                        |   | Lauck             |
| MF                        |   | Erich Leist       |
| FW                        |   | Meurer            |
| FW                        |   | Rudi Dörrenbächer |
| FW                        |   | Follmann          |
| FW                        |   | Emser             |
| FW                        |   | Karl Ringel       |
| Allenatore:               |   |                   |
| Bernd Oles                |   |                   |

Schwarz-Weiss Essen
(1º successo)